# Matilda Rapaport
Matilda Rapaport Hargin (* 29. Januar 1986 in Stockholm; † 18. Juli 2016 in Santiago de Chile) war eine schwedische Freeride-Sportlerin. Ab 2013 startete sie in der Freeride World Tour und gewann im selben Jahr das Verbier Xtreme.

## Biografie

### Sportliche Laufbahn
Matilda Rapaport begann im Alter von zwei Jahren mit dem Skifahren. Die Stockholmerin war Mitglied im Mälaröarnas Alpina SK. Nach Abschluss des Skigymnasiums in Åre erwarb sie sich einen MBA an der Handelshochschule Stockholm.
Rapaport war in ihrer Jugend als alpine Skirennläuferin aktiv. Zwischen 2002 und 2006 bestritt sie fast 100 FIS-Rennen in allen Disziplinen und erreichte dabei fünf Platzierungen unter den besten zehn. Daneben nahm sie viermal an schwedischen Meisterschaften teil, bestes Ergebnis blieb Abfahrtsrang 16 bei ihren letzten Titelkämpfen 2006.
Bekanntheit erlangte Rapaport als Freeride-Skierin. 2011 gewann sie die Scandinavian Big Mountain Championships in Riksgränsen und war in den folgen Jahren in mehreren Filmproduktionen der Österreicherin Sandra Lahnsteiner zu sehen. 2013 qualifizierte sie sich für die Freeride World Tour und belegte in ihrem ersten Bewerb in Fieberbrunn auf Anhieb Platz zwei. Dank einer Wildcard durfte sie auch am prestigeträchtigen Verbier Xtreme teilnehmen, das sie überraschend gewann. 2014 wurde sie in Haines, Alaska, teilweise von einer Lawine verschüttet und konnte sich nur mit fremder Hilfe befreien. In den kommenden Wintern erreichte sie drei weitere Podestplätze auf der World Tour und wurde 2016 Gesamtvierte. Daneben managte sie drei Jahre lang ein Hotel in den Schweizer Alpen, gründete zwei Firmen im Bereich Consulting und betätigte sich als Kolumnistin für die schwedische Ausgabe der Women’s Health.

### Lawinentod
Im Sommer 2016 hielt sich Rapaport bei Dreharbeiten für das Computerspiel Steep in den chilenischen Anden auf. Am 14. Juli nutzte sie nach einem Schneesturm den Pulverschnee im freien Gelände bei Farellones und wurde dabei unter einer Lawine begraben. Obwohl das Filmteam sofort die Rettungskräfte verständigte, konnte sie erst nach 30 Minuten geborgen werden. Laut ihrem Manager Håkan Hansson hatte Rapaport versucht, den Schneemassen zu entkommen und dabei nicht die Zeit gefunden, ihren Lawinenairbag auszulösen. Die 30-Jährige wurde in ein Krankenhaus in Santiago geflogen und dort in den künstlichen Tiefschlaf versetzt. Ihre Mutter und ihr Ehemann, der Skirennläufer Mattias Hargin, den sie erst drei Monate zuvor in Engelberg geheiratet hatte, reisten umgehend nach Chile. Nach vier Tagen im Koma verstarb Matilda Rapaport in Folge der erlittenen Sauerstoffunterversorgung ihres Gehirns.
Ihre jüngere Schwester Helena Rapaport ist als Skirennläuferin aktiv, ihre Tante ist die Schauspielerin Alexandra Rapaport.

## Erfolge
- Sieg bei den Scandinavin Big Mountain Championships 2011 und 2016
- Vierte der Freeride World Tour 2016
- 1 Sieg auf der World Tour

| Jahr | 1  | 2  | 3  | 4  | 5  | 6  | Punkte | WM-Rang |
| ---- | -- | -- | -- | -- | -- | -- | ------ | ------- |
| 2013 | –  | –  | –  | –  | 2. | 1. | 2200   | 11.     |
| 2014 | –  | 2. | 4. | 6. | 5. |    | 5625   | 5.      |
| 2015 | 5. | 8. | 8. | –  | –  |    | 3885   | 9.      |
| 2016 | 3. | 5. | –  | 2. | 4. |    | 7605   | 4.      |

## Filmografie
- 2013: Shades of Winter
- 2014: Pure
- 2015: A Skier Knows (Episode 4)
- 2016: Between